# Eirenis occidentalis
Espèce
Eirenis occidentalis est une espèce de serpents de la famille des Colubridae.

## Répartition
Cette espèce se rencontre dans le Sud-Est de la Turquie et en Iran dans la province de Kermanshah.

## Publication originale
- Rajabizadeh, Nagy, Adriaens, Avci, Masroor, Schmidtler, Nazarov, Esmaeili & Christiaens, 2015 : Alpine–Himalayan orogeny drove correlated morphological, molecular, and ecological diversification in the Persian dwarf snake (Squamata: Serpentes: Eirenis persicus). Zoological Journal of the Linnean Society.